# من آدم تو هستم
من آدم تو هستم (آلمانی: Ich bin dein Mensch؛ ‏انگلیسی: I'm Your Human Being) یک فیلم درام آلمانی به کارگردانی ماریا شرادر است که در سال ۲۰۲۱ منتشر شد و نخستین بار در هفتاد و یکمین جشنواره بین‌المللی فیلم برلین به نمایش درآمد.

## بازیگران
- مارن اگت
- دن استیونز
- زاندرا هولر